# Oxylia
Oxylia — род жесткокрылых из семейства усачей.

## Описание
Каждое из надкрылий коротко заострено на вершине. Средние голени простые. Надкрылья в очень грубых голых точках.

## Систематика
В составе рода:
- Oxylia argentata (Ménetriés, 1832)
- Oxylia duponcheli (Brullé, 1832)